# Großer Preis von Großbritannien 2001
Der Große Preis von Großbritannien 2001 (offiziell LIIV RAC British Grand Prix) fand am 15. Juli auf dem Silverstone Circuit in Silverstone statt und war das elfte Rennen der Formel-1-Weltmeisterschaft 2001.

## Berichte

### Hintergrund
Nach dem Großen Preis von Frankreich führte Michael Schumacher in der Fahrerwertung mit 31 Punkten vor David Coulthard und mit 47 Punkten vor Ralf Schumacher. In der Konstrukteurswertung führte Ferrari mit 52 Punkten vor McLaren-Mercedes und mit 65 Punkten vor Williams-BMW.
Mit Jacques Villeneuve, Coulthard (jeweils zweimal) und Michael Schumacher (einmal) traten drei ehemalige Sieger zu diesem Grand Prix an.

### Training

#### Freitagstraining
Das erste freie Training war in zwei Abschnitte unterteilt mit einer gemeinsamen Zeitnahme. Das erste Segment fand unter trockenen Bedingungen statt. Hier hatten zunächst die Ferrari die besseren Rundenzeiten. Im zweiten Segment des Trainings unterboten die McLaren-Piloten diese Zeiten jedoch. Kurz vor Ende des Trainings begann es zu regnen, sodass schließlich Mika Häkkinen die schnellste Runde absolviert hatte. Ihm folgten sein Teamkollege Coulthard sowie Barrichello.

#### Samstagstraining
Die beiden Abschnitte des zweiten freien Trainings fanden unter nassen Bedingungen statt. Hier fuhr Michael Schumacher die schnellste Zeit vor Heinz-Harald Frentzen und Häkkinen.

### Qualifying
Das Qualifying fand wieder unter trockenen Witterungsbedingungen statt. Michael Schumacher erzielte hier die Bestzeit und sicherte sich seine 40. Pole-Position seiner Karriere. Mit nur 82 tausendstel Sekunden Rückstand fuhr Häkkinen auf Startplatz zwei, gefolgt von Coulthard. Tarso Marques scheiterte an der 107-Prozent-Zeit und qualifizierte sich nicht für das Rennen.

### Warm Up
Im Warm Up fuhr Coulthard die schnellste Zeit vor Jarno Trulli und Häkkinen.

### Rennen
Michael Schumacher behielt seinen Startvorteil, als er in die Copse-Kurve ging, gefolgt von Häkkinen. Coulthard, der auf der Innenlinie in Richtung Copse fuhr, wurde am Heck von Trulli getroffen, der die Innenlinie einnahm und sich beide drehten, wobei Trulli ins Kiesbett fuhr und Coulthard über den Grünstreifen und auf den Ausgang der Boxengasse fuhr. Für Trulli war das Rennen sofort beendet, Coulthard musste in der zweiten Runde dann seinen Wagen aufgrund eines Defektes an der Hinterradaufhängung abstellen. Weiter hinten konnte Villeneuve nicht in einen höheren Gang schalten, da sein automatisches Hochschaltsystem versagte und er gezwungen war, auf manuellen Start umzuschalten. Dann fuhr er in einem Gang, den er nicht einlegen wollte, bremste stark ab und blockierte seine Vorderräder, sodass er nicht mehr lenken konnte und mit seinem Teamkollegen Olivier Panis in Kontakt kam, der aus dem Rennen ausschied, nachdem er als Nächstes ins Kiesbett rutschte.
Montoya hatte einen guten Start und verbesserte sich am Ende der ersten Runde vom achten auf den dritten Platz, und sein Teamkollege Ralf Schumacher machte über die gleiche Distanz fünf Positionen gut. Frentzen hatte jedoch einen schlechten Start und verlor drei Positionen, bevor die erste Runde endete. Weiter hinten hatte Jos Verstappen den besten Start im Feld, als er vom 17. auf den elften Platz vorrückte und Jean Alesi vier Positionen verbesserte.
Am Ende der ersten Runde führte Michael Schumacher mit 0,3 Sekunden Vorsprung vor Häkkinen, dahinter folgten Juan Pablo Montoya, Rubens Barrichello, Ralf Schumacher, Kimi Räikkönen, Nick Heidfeld, Frentzen, Alesi, Villeneuve, Verstappen, Pedro de la Rosa, Jenson Button, Enrique Bernoldi, Eddie Irvine, Luciano Burti, Giancarlo Fisichella, Coulthard und Fernando Alonso.
Michael Schumacher verlor bei der Einfahrt nach Copse die Kontrolle über sein Auto, sodass Häkkinen zu Beginn der fünften Runde einen Vorteil daraus ziehen und die Führung übernehmen konnte. Der Finne begann dann davonzuziehen. Burti schied als Dritter im Rennen aus, als sein Motor in Runde 6 kaputt ging und Öl auf die Strecke tropfte, was die Streckenposten dazu veranlasste, die rot-gelb gestreifte Warnflagge zu hissen. Während Häkkinen seinen Vorsprung weiter ausbaute, verringerte Montoya den Rückstand auf Michael Schumacher in Runde 10 auf 1,6 Sekunden. Villeneuve überholte Alesi in der Stowe-Kurve und rückte in Runde 11 auf den zehnten Platz vor. In Runde 15 hatte Montoya die Lücke zu Michael Schumacher weiter geschlossen und überholte den Ferrari-Fahrer, um den zweiten Platz zu übernehmen.
In Runde 20 hatte Häkkinen einen Vorsprung von 25,2 Sekunden vor Montoya, der wiederum 4,5 Sekunden vor Michael Schumacher lag und sich vom Ferrari-Piloten absetzte. Barrichello lag weitere 10,9 Sekunden hinter seinem Teamkollegen und wurde von Ralf Schumacher eingeholt.
Räikkönen war der erste Fahrer, der in Runde 20 einen Boxenstopp einlegte und kam als Zehnter zurück auf die Strecke. Die Teams McLaren und Ferrari verwendeten unterschiedliche Strategien – das McLaren-Team plante eine Zwei-Stopp-Strategie, während das Ferrari-Team einen Boxenstopp plante. Häkkinen machte in der folgenden Runde seinen Boxenstopp von der Spitze aus und kam hinter Montoya heraus. Heidfeld hatte in derselben Runde auch einen Boxenstopp und kam als Zehnter zurück. Montoya übernahm vier Runden lang die Führung des Rennens, bevor er in Runde 25 seinen Boxenstopp einlegte, nachdem er von Häkkinen unter Druck gesetzt worden war, der wieder auf den ersten Platz vorrückte. Montoya kam als Vierter zurück, hinter dem Duell zwischen Barrichello und Ralf Schumacher. Mit freier Fahrt baute Häkkinen seinen Vorsprung auf Michael Schumacher in Runde 27 auf zehn Sekunden aus, indem er zwei schnellste Runden in Folge fuhr. Weiter hinten wurde Montoya von seinem Teamkollegen Ralf Schumacher und Barrichello aufgehalten. Sieben Runden später zeigte das Williams-Team Ralf Schumacher ein Schalterschild an seiner Boxentafel und forderte ihn auf, Montoya durchzulassen. Ralf Schumacher ließ Montoya nicht vorbei, da er das Gefühl hatte, er würde schnell fahren, um Barrichello überholen zu können, schaffte es aber nicht, den brasilianischen Fahrer zu überholen. Ralf Schumacher machte dann in der 35. Runde seinen Boxenstopp und ermöglichte Montoya, mit Barrichello um den dritten Platz zu kämpfen. Sein Boxenstopp dauerte länger als gewöhnlich, da seine Mechaniker Schwierigkeiten hatten, die Tankpistole aus seinem Auto zu entfernen. Zwei Runden später musste er dann aufgeben, da sein Motor ausfiel.
Häkkinen gewann das Rennen vor den Ferrari-Fahrern Michael Schumacher und Barrichello. Die restlichen Punkte gingen an Montoya und die beiden Sauber-Piloten Räikkönen und Heidfeld, die damit die vierte Position Saubers in der Konstrukteursmeisterschaft festigten.
Es war Häkkinens erster Sieg in der Saison.

#### Kommentare der ersten drei Fahrer
„Das ist ein großartiges Gefühl, ich habe lange nicht mehr ganz oben auf dem Podium gestanden.

Ich wollte schon immer in Silverstone gewinnen, weil es eines der Heimrennen von West McLaren Mercedes ist. Der Wagen lief perfekt und die Strategie war es nicht weniger.“

„Mein Auto fuhr sich heute leider nicht so wie ich das gerne gewollt hätte. Ich hatte ein paar Probleme, vor allem bei der Einfahrt in die Copse-Kurve, wo ich mehrfach gerutscht bin. Das Auto war nicht gut ausbalanciert und ich konnte so nicht das Maximum herausholen. Zu jener Zeit zählte für mich jedoch nur, dass ich das Auto auf der Strecke halte. Als Mika dann neben mich fuhr hatte ich ihm nichts entgegenzusetzen. Die Strategie war wie immer eine Entscheidung die das Team zusammen getroffen hat. Eine andere Taktik hätte meiner Meinung nach nicht unbedingt am Rennergebnis etwas geändert. Mit den neuen Reifen hatten wir leider nur wenig Erfahrungen sammeln können, da ich am Freitag einen aufgeschlitzten Reifensatz hatte und dann das wechselhafte Wetter auf uns zukam. Insofern war es nicht einfach eine richtige Strategie zu finden. Wir waren heute einfach hier nicht schnell genug, jedoch kann das beim nächsten Rennen schon wieder anders aussehen. Wie auch immer die Situation in der Weltmeisterschaft jetzt auch ist, ich will weiterhin Rennen gewinnen.“

„Ich bin mit diesem Ergebnis zufrieden, denn das ist mein erstes Mal in Silverstone auf dem Podium. Ich habe beim Start ein paar Plätze gewonnen und einen ziemlich späten Boxenstopp zu machen war die beste Sache heute. Das Auto war nicht so ausbalanciert wie ich es gerne mag, um ehrlich zu sein war es total anders als noch bei den Testfahrten hier. Ich bin deshalb sehr vorsichtig gefahren, jedoch war ich trotzdem schnell. Selbst mit viel Benzin an Bord habe ich mich gut geschlagen. Ausgangs der Becketts lag mein Auto gut, sodass ich den Williams hinter mir halten konnte. Ich bin dann nach meinem Boxenstopp vor Montoya zurück auf die Strecke gekommen und auch vor ihm geblieben, was auch an dem zweiten Reifensatz lag, welcher besser war. Am Ende konnte ich mich sogar etwas ausruhen. Zwei Podiumsplätze in zwei Rennen geholt zu haben, was will man mehr? Ich bin wirklich glücklich.“

## Meldeliste
| Team                        | Nr. | Fahrer                | Chassis        | Motor                 | Reifen |
| --------------------------- | --- | --------------------- | -------------- | --------------------- | ------ |
| Scuderia Ferrari Marlboro   | 01  | Michael Schumacher    | Ferrari F2001  | Ferrari 3.0 V10       | B      |
| Scuderia Ferrari Marlboro   | 02  | Rubens Barrichello    | Ferrari F2001  | Ferrari 3.0 V10       | B      |
| West McLaren Mercedes       | 03  | Mika Häkkinen         | McLaren MP4-16 | Mercedes-Benz 3.0 V10 | B      |
| West McLaren Mercedes       | 04  | David Coulthard       | McLaren MP4-16 | Mercedes-Benz 3.0 V10 | B      |
| BMW WilliamsF1 Team         | 05  | Ralf Schumacher       | Williams FW23  | BMW 3.0 V10           | M      |
| BMW WilliamsF1 Team         | 06  | Juan Pablo Montoya    | Williams FW23  | BMW 3.0 V10           | M      |
| Mild Seven Benetton Renault | 07  | Giancarlo Fisichella  | Benetton B201  | Renault 3.0 V10       | M      |
| Mild Seven Benetton Renault | 08  | Jenson Button         | Benetton B201  | Renault 3.0 V10       | M      |
| Lucky Strike BAR Honda      | 09  | Olivier Panis         | BAR 003        | Honda 3.0 V10         | B      |
| Lucky Strike BAR Honda      | 10  | Jacques Villeneuve    | BAR 003        | Honda 3.0 V10         | B      |
| B&H Jordan Honda            | 11  | Heinz-Harald Frentzen | Jordan EJ11    | Honda 3.0 V10         | B      |
| B&H Jordan Honda            | 12  | Jarno Trulli          | Jordan EJ11    | Honda 3.0 V10         | B      |
| Orange Arrows Asiatech      | 14  | Jos Verstappen        | Arrows A22     | Asiatech 3.0 V10      | B      |
| Orange Arrows Asiatech      | 15  | Enrique Bernoldi      | Arrows A22     | Asiatech 3.0 V10      | B      |
| Red Bull Sauber Petronas    | 16  | Nick Heidfeld         | Sauber C20     | Petronas 3.0 V10      | B      |
| Red Bull Sauber Petronas    | 17  | Kimi Räikkönen        | Sauber C20     | Petronas 3.0 V10      | B      |
| Jaguar Racing               | 18  | Eddie Irvine          | Jaguar R2      | Ford Cosworth 3.0 V10 | M      |
| Jaguar Racing               | 19  | Pedro de la Rosa      | Jaguar R2      | Ford Cosworth 3.0 V10 | M      |
| European Minardi F1         | 20  | Tarso Marques         | Minardi PS01   | European 3.0 V10      | M      |
| European Minardi F1         | 21  | Fernando Alonso       | Minardi PS01   | European 3.0 V10      | M      |
| Prost Acer                  | 22  | Jean Alesi            | Prost AP04     | Acer 3.0 V10          | M      |
| Prost Acer                  | 23  | Luciano Burti         | Prost AP04     | Acer 3.0 V10          | M      |

## Klassifikationen

### Qualifying
| Pos.                                                                   | Fahrer                | Konstrukteur     | Zeit     | Start |
| ---------------------------------------------------------------------- | --------------------- | ---------------- | -------- | ----- |
| 01                                                                     | Michael Schumacher    | Ferrari          | 1:20,447 | 01    |
| 02                                                                     | Mika Häkkinen         | McLaren-Mercedes | 1:20,529 | 02    |
| 03                                                                     | David Coulthard       | McLaren-Mercedes | 1:20,927 | 03    |
| 04                                                                     | Jarno Trulli          | Jordan-Honda     | 1:20,930 | 04    |
| 05                                                                     | Heinz-Harald Frentzen | Jordan-Honda     | 1:21,217 | 05    |
| 06                                                                     | Rubens Barrichello    | Ferrari          | 1:21,715 | 06    |
| 07                                                                     | Kimi Räikkönen        | Sauber-Petronas  | 1:22,023 | 07    |
| 08                                                                     | Juan Pablo Montoya    | Williams-BMW     | 1:22,219 | 08    |
| 09                                                                     | Nick Heidfeld         | Sauber-Petronas  | 1:22,223 | 09    |
| 10                                                                     | Ralf Schumacher       | Williams-BMW     | 1:22,283 | 10    |
| 11                                                                     | Olivier Panis         | BAR-Honda        | 1:22,316 | 11    |
| 12                                                                     | Jacques Villeneuve    | BAR-Honda        | 1:22,916 | 12    |
| 13                                                                     | Pedro de la Rosa      | Jaguar-Cosworth  | 1:23,273 | 13    |
| 14                                                                     | Jean Alesi            | Prost-Acer       | 1:23,392 | 14    |
| 15                                                                     | Eddie Irvine          | Jaguar-Cosworth  | 1:23,439 | 15    |
| 16                                                                     | Luciano Burti         | Prost-Acer       | 1:23,735 | 16    |
| 17                                                                     | Jos Verstappen        | Arrows-Asiatech  | 1:24,067 | 17    |
| 18                                                                     | Jenson Button         | Benetton-Renault | 1:24,123 | 18    |
| 19                                                                     | Giancarlo Fisichella  | Benetton-Renault | 1:24,275 | 19    |
| 20                                                                     | Enrique Bernoldi      | Arrows-Asiatech  | 1:24,606 | 20    |
| 21                                                                     | Fernando Alonso       | Minardi-European | 1:24,792 | 21    |
| 107-Prozent-Zeit: 1:26,079 min (bezogen auf Bestzeit von 1:20,447 min) |                       |                  |          |       |
| DNQ                                                                    | Tarso Marques         | Minardi-European | 1:26,506 | –     |

### Rennen
| Pos. | Fahrer                | Konstrukteur     | Runden | Stopps | Zeit        | Start | Schnellste Runde |
| ---- | --------------------- | ---------------- | ------ | ------ | ----------- | ----- | ---------------- |
| 01   | Mika Häkkinen         | McLaren-Mercedes | 60     | 2      | 1:25:33,770 | 02    | 1:23,405 (34.)   |
| 02   | Michael Schumacher    | Ferrari          | 60     | 1      | + 33,646    | 01    | 1:23,928 (42.)   |
| 03   | Rubens Barrichello    | Ferrari          | 60     | 1      | + 59,281    | 06    | 1:24,445 (44.)   |
| 04   | Juan Pablo Montoya    | Williams-BMW     | 60     | 2      | + 1:08,772  | 08    | 1:24,437 (23.)   |
| 05   | Kimi Räikkönen        | Sauber-Petronas  | 59     | 2      | + 1 Runde   | 07    | 1:24,563 (34.)   |
| 06   | Nick Heidfeld         | Sauber-Petronas  | 59     | 2      | + 1 Runde   | 09    | 1:24,765 (46.)   |
| 07   | Heinz-Harald Frentzen | Jordan-Honda     | 59     | 2      | + 1 Runde   | 05    | 1:25,029 (23.)   |
| 08   | Jacques Villeneuve    | BAR-Honda        | 59     | 1      | + 1 Runde   | 12    | 1:25,809 (27.)   |
| 09   | Eddie Irvine          | Jaguar-Cosworth  | 59     | 2      | + 1 Runde   | 15    | 1:24,544 (59.)   |
| 10   | Jos Verstappen        | Arrows-Asiatech  | 58     | 2      | + 2 Runden  | 17    | 1:26,394 (40.)   |
| 11   | Jean Alesi            | Prost-Acer       | 58     | 1      | + 2 Runden  | 14    | 1:26,497 (29.)   |
| 12   | Pedro de la Rosa      | Jaguar-Cosworth  | 58     | 2      | + 2 Runden  | 13    | 1:25,739 (33.)   |
| 13   | Giancarlo Fisichella  | Benetton-Renault | 58     | 2      | + 2 Runden  | 19    | 1:26,798 (41.)   |
| 14   | Enrique Bernoldi      | Arrows-Asiatech  | 58     | 2      | + 2 Runden  | 20    | 1:26,695 (25.)   |
| 15   | Jenson Button         | Benetton-Renault | 58     | 2      | + 2 Runden  | 18    | 1:26,963 (24.)   |
| 16   | Fernando Alonso       | Minardi-European | 57     | 2      | + 3 Runden  | 21    | 1:27,091 (30.)   |
| –    | Ralf Schumacher       | Williams-BMW     | 36     | 1      | DNF         | 10    | 1:25,188 (33.)   |
| –    | Luciano Burti         | Prost-Acer       | 6      | 0      | DNF         | 16    | 1:29,252 (04.)   |
| –    | David Coulthard       | McLaren-Mercedes | 2      | 0      | DNF         | 03    | 1:28,908 (02.)   |
| –    | Jarno Trulli          | Jordan-Honda     | 0      | 0      | DNF         | 04    | –                |
| –    | Olivier Panis         | BAR-Honda        | 0      | 0      | DNF         | 11    | –                |

## WM-Stände nach dem Rennen
Die ersten sechs des Rennens bekamen 10, 6, 4, 3, 2 bzw. 1 Punkt(e).

### Fahrerwertung
| Pos. | Fahrer                | Konstrukteur     | Punkte |
| ---- | --------------------- | ---------------- | ------ |
| 01   | Michael Schumacher    | Ferrari          | 84     |
| 02   | David Coulthard       | McLaren-Mercedes | 47     |
| 03   | Rubens Barrichello    | Ferrari          | 34     |
| 04   | Ralf Schumacher       | Williams-BMW     | 31     |
| 05   | Mika Häkkinen         | McLaren-Mercedes | 19     |
| 06   | Juan Pablo Montoya    | Williams-BMW     | 15     |
| 07   | Nick Heidfeld         | Sauber-Petronas  | 10     |
| 08   | Kimi Räikkönen        | Sauber-Petronas  | 9      |
| 09   | Jarno Trulli          | Jordan-Honda     | 9      |
| 10   | Jacques Villeneuve    | BAR-Honda        | 7      |
| 11   | Heinz-Harald Frentzen | Jordan-Honda     | 6      |
| 12   | Olivier Panis         | BAR-Honda        | 5      |

| Pos. | Fahrer               | Konstrukteur               | Punkte |
| ---- | -------------------- | -------------------------- | ------ |
| 13   | Eddie Irvine         | Jaguar-Cosworth            | 4      |
| 14   | Jean Alesi           | Prost-Acer                 | 3      |
| 15   | Jos Verstappen       | Arrows-Asiatech            | 1      |
| 16   | Pedro de la Rosa     | Jaguar-Cosworth            | 1      |
| 17   | Giancarlo Fisichella | Benetton-Renault           | 1      |
| 18   | Jenson Button        | Benetton-Renault           | 0      |
| 19   | Ricardo Zonta        | Jordan-Honda               | 0      |
| 20   | Luciano Burti        | Jaguar-Cosworth/Prost-Acer | 0      |
| 21   | Tarso Marques        | Minardi-European           | 0      |
| 22   | Enrique Bernoldi     | Arrows-Asiatech            | 0      |
| 23   | Fernando Alonso      | Minardi-European           | 0      |
| 24   | Gastón Mazzacane     | Prost-Acer                 | 0      |

### Konstrukteurswertung
| Pos. | Konstrukteur     | Punkte |
| ---- | ---------------- | ------ |
| 01   | Ferrari          | 118    |
| 02   | McLaren-Mercedes | 66     |
| 03   | Williams-BMW     | 46     |
| 04   | Sauber-Petronas  | 19     |
| 05   | Jordan-Honda     | 15     |
| 06   | BAR-Honda        | 12     |

| Pos. | Konstrukteur     | Punkte |
| ---- | ---------------- | ------ |
| 07   | Jaguar-Cosworth  | 5      |
| 08   | Prost-Acer       | 3      |
| 09   | Arrows-Asiatech  | 1      |
| 10   | Benetton-Renault | 1      |
| 11   | Minardi-European | 0      |